# Arenfjolde
Arenfjolde, Arnfjolde (dansk), Ahrenviöl (tysk) eller Årnfjål (nordfrisisk) er en landsby og kommune beliggende cirka 12 km nordøst for Husum i landlige omgivelser i det vestlige Sydslesvig. Administrativt hører kommunen under Nordfrislands kreds i den nordtyske delstat Slesvig-Holsten. Kommunen samarbejder på administrativt plan med andre kommuner i omegnen i Fjolde kommunefælleskab (Amt Viöl). I kirkelig henseende hører Arnfjolde under Svesing Sogn. Sognet lå i Sønder Gøs Herred (Husum Amt, Sønderjylland), da området tilhørte Danmark.

## Geografi
Arealet er dels opdyrkede sandjorder, dels hedejorder. Rund omkring er der flere moseområder som Arnfjorde Søndermose og Vestermose. Der er flere mindre skovpartier. I nordvest ved nabokommunen Immingsted grænser kommunen til Immingstedskov, også kaldet Vesterskov. Nord for landsbyen ligger Arlåens udspring. Mod nordvest løber forbundesvej (Bundesstraße) 200 fra Husum mod Flensborg, og i den sydlige ende af kommunen går forbundsvej 201 fra Husum mod Slesvig.

## Historie
Byen nævnes første gang i 1352 som Villa Arenfjold. Arenfjolde ligger historisk set i Svesing Sogn (Sønder Gøs Herred)..
Arenfjolde tilhører den gruppe af landsbyer i omegnen, som har stednavnendelse -fjolde. Gruppen omfatter (ud over Arenfjolde) Fjolde, Højfjolde, Arenfjoldemark og Østerfjolde. Endelsen stammer fra gammeldansk Fialdæ og beytder dyrket jord. Den historiske forbindelse mellem fjolde-byerne er dog uklar.